# ハカム2世
ハカム2世（アラビア語: الحكم الثاني、Al-Hakam II、915年1月13日 - 976年10月16日）は、後ウマイヤ朝の第2代カリフ（在位：961年 - 976年）。初代カリフ・アブド・アッラフマーン3世の子。

## 生涯
カリフに即位する前は父を補佐する役目にあり、父が建造していたザフラー宮殿の造営に尽力した。961年、父の死によりカリフとして即位する。
ハカム2世は優れた文化人・教養人であり、東方に多くの使者を派遣しては貴重な図書を収集させた。その数は、目録においてだけでも44巻。蔵書数は40万巻から60万巻近くにまで及んだと言われている。そしてハカム2世は巨大図書館を創設し、自ら蔵書の一冊一冊に注釈を書き込むほどの熱心さを示したのである。このため、政務は宰相のジャアファル・イブン・ウスマーン・アル＝ムスハフィーに任せきりであったと言われている。ただし、彼自身は無能だったわけではなく、自分自身にとっては趣味とも言える方面に熱中しただけであり、彼の文化的な功績は、後のスペインに大きな影響を及ぼす西欧近代文明の基礎となったのである。
973年、将軍のガーリブ・イブン・アブド・アッ＝ラフマン・アン＝ナースィリーに軍を預けて、ファーティマ朝の領土であったマグリブを奪取した。975年にもガーリブを総司令官とした軍勢をヨーロッパに向けて進軍させ、キリスト教国に対するイスラム勢力のイベリア半島における優位を確立するとともに、後ウマイヤ朝の全盛期を築き上げたのである。
976年、61歳で死去した。
ちなみにハカム2世は、胴長短足の肥満体であったと言われている。